# نيبراديلول
نيبراديلول وهو أحد حاصرات المستقبل بيتا الودي. ومانح أحادي أكسيد النيتروجين.